# Élections sénatoriales de 2017 dans le Morbihan
Les élections sénatoriales dans le Morbihan ont lieu le dimanche 24 septembre 2017. Elles ont pour but d'élire les sénateurs représentant le département au Sénat pour un mandat de six années.

## Contexte départemental
Lors des élections sénatoriales de 2011 dans le Morbihan, trois sénateurs ont été élus : Odette Herviaux (PS), Joël Labbé (EELV) et Michel Le Scouarnec (PCF).
Depuis, tous les effectifs du collège électoral des grands électeurs ont été renouvelés, avec les élections législatives de 2017, les élections régionales de 2015, les élections départementales de 2015 et les élections municipales de 2014.

## Sénateurs sortants
| Sénateur | Sénateur            | Parti | Fonctions lors de l'élection en 2011               |
| -------- | ------------------- | ----- | -------------------------------------------------- |
|          | Odette Herviaux     | PS    | Sénatrice sortante                                 |
|          | Joël Labbé          | ECO   | Conseiller général d'Elven et maire de Saint-Nolff |
|          | Michel Le Scouarnec | PCF   | Maire d'Auray                                      |

## Présentation des listes et des candidats
Les nouveaux représentants sont élus pour une législature de 6 ans au suffrage universel indirect par les 1 757 grands électeurs du département. Dans le Morbihan, les sénateurs sont élus au scrutin proportionnel plurinominal. Leur nombre reste inchangé, trois sénateurs sont à élire et cinq candidats doivent être présentés sur la liste pour qu'elle soit validée. Chaque liste de candidats est obligatoirement paritaire et alterne entre les hommes et les femmes. Plusieurs listes seront déposées dans le département. Elles sont présentées ici dans l'ordre de leur dépôt à la préfecture et comportent l'intitulé figurant aux dossiers de candidature.
Les listes suivantes sont les listes officielles déposées en préfecture en septembre et enregistrée par arrêté du 8 septembre 2017.

### Liste d'union de la droite et du centre
| N° | Candidats | Candidats        | Parti | Principale fonction                                                            |
| -- | --------- | ---------------- | ----- | ------------------------------------------------------------------------------ |
| 01 |           | Muriel Jourda    | LR    | Vice-présidente du conseil départemental, conseillère municipale de Port-Louis |
| 02 |           | Benoît Quéro     | UDI   | Conseiller départemental, maire de Pluméliau                                   |
| 03 |           | Nadine Ducloux   | DVD   | Adjointe au maire de Vannes, conseillère communautaire                         |
| 04 |           | Nicolas Jagoudet | DVD   | Adjoint au maire de Josselin                                                   |
| 05 |           | Maryvonne Prioux | DVD   | Adjointe au maire de Mauron                                                    |

### «Au service des villes et territoires du Morbihan»
| N° | Candidats | Candidats         | Parti | Principale fonction                                                                                           |
| -- | --------- | ----------------- | ----- | --- |
| 01 |           | Jacques Le Nay    | UDI   | Maire de Plouay, ancien député (1993-2012)                                                                    |
| 02 |           | Dominique Le Meur | DVD   | Adjointe au maire de Grand-Champ Conseillère communautaire titulaire Golfe du Morbihan - Vannes Agglomération |
| 03 |           | Philippe Zéo      | DVD   | Adjoint au maire de Landévant                                                                                 |
| 04 |           | Alexandra Le Ny   | DVD   | Adjointe au maire de Pontivy                                                                                  |
| 05 |           | André Piquet      | DVD   | Maire de Bohal                                                                                                |

### «Pour un Morbihan rassemblé et en mouvement» (divers droite)
| N° | Candidats | Candidats       | Parti | Principale fonction                                      |
| -- | --------- | --------------- | ----- | -------------------------------------------------------- |
| 01 |           | Philippe Le Ray | LR    | Ancien député (2012-2017), adjoint au maire de Plumergat |
| 02 |           | Linda Tonnerre  | DVD   | Adjointe au maire de Quéven                              |
| 03 |           | Claude Le Jallé | DVD   | Maire de Treffléan                                       |
| 04 |           | Yvette Année    | DVD   | Maire de Saint-Vincent-sur-Oust                          |
| 05 |           | Joseph Séveno   | LR    | Maire de Josselin                                        |

### «Ensemble pour nos territoires»
| N° | Candidats | Candidats              | Parti | Principale fonction |
| -- | --------- | ---------------------- | ----- | --- |
| 01 |           | Nathalie Le Magueresse | DVG   | Maire de Locmiquélic, vice-présidente de Lorient Agglomération chargée du tourisme, des ports et du nautisme, assistante parlementaire d'Odette Herviaux |
| 02 |           | Jean-François Mary     | LREM  | Maire d'Allaire |
| 03 |           | Yvette Folliard        | MoDem | Maire de Ménéac |
| 04 |           | Jean-Luc Guilloux      | DVG   | Maire de Ploërdut |
| 05 |           | Odette Herviaux        | PS    | Sénatrice sortante |

Nathalie le Magueresse a quitté le PS dont elle était tête de liste afin de demander l'investiture de la République en marche ! pour les sénatoriales. Jean-Pierre le Roch ayant été désigné, elle a souhaité maintenir sa propre candidature.

### « Tous au Sénat! Morbihan, bon sens et innovations »
| N° | Candidats | Candidats       | Parti | Principale fonction                                            |
| -- | --------- | --------------- | ----- | -------------------------------------------------------------- |
| 01 |           | Gautier Coton   | DIV   | Journaliste                                                    |
| 02 |           | Anne Sorel      | DIV   | Maire de La Chapelle-Neuve                                     |
| 03 |           | Sébastien Stoll | DIV   | Ingénieur agronome                                             |
| 04 |           | Chantal Rouxel  | DIV   | Présidente de l'association des familles d'accueil du Morbihan |
| 05 |           | Daniel Adrian   | DIV   | 1er adjoint au maire de Plumelin                               |

### « Le sens des autres »
| N° | Candidats | Candidats           | Parti | Principale fonction                                        |
| -- | --------- | ------------------- | ----- | ---------------------------------------------------------- |
| 01 |           | Frédéric Le Gars    | DVG   | Maire de Le Palais, président de la CC de Belle-Île-en-Mer |
| 02 |           | Brigitte Kervadec   | DVG   | Conseillère municipale de Kervignac                        |
| 03 |           | Nicolas Le Quintrec | DVG   | Conseiller municipal de Vannes                             |
| 04 |           | Martine Le Guilly   | PS    | Maire de Montertelot                                       |
| 05 |           | Éric Guillot        | DVG   | Conseiller municipal d'Arradon                             |

### « Liste bleu marine pour la défense de nos communes et de nos départements » (FN)
| N° | Candidats | Candidats        | Parti | Principale fonction                                 |
| -- | --------- | ---------------- | ----- | --------------------------------------------------- |
| 01 |           | Bertrand Iragne  | FN    | Conseiller municipal de Vannes, Conseiller régional |
| 02 |           | Élisabeth Louvel | FN    | Juriste                                             |
| 03 |           | Arnaud Dournel   | FN    | Chef d'entreprise                                   |
| 04 |           | Nathalie Frieden | FN    | Assistante de direction                             |
| 05 |           | Yvan Chichery    | FN    | Artisan                                             |

### « Résister et agir pour sauver nos communes »
| N° | Candidats | Candidats           | Parti | Principale fonction                          |
| -- | --------- | ------------------- | ----- | -------------------------------------------- |
| 01 |           | Christian Derrien   | MBP   | Maire de Langonnet, conseiller départemental |
| 02 |           | Delphine Alexandre  | PCF   | Conseillère municipale de Lorient            |
| 03 |           | Jacques Madec       | DVG   | Adjoint au maire de Locmariaquer             |
| 04 |           | Ghislaine Langlet   | DVG   | Conseillère départementale                   |
| 05 |           | Michel Le Scouarnec | PCF   | Sénateur sortant                             |

### « Morbihan en marche »
| N° | Candidats | Candidats           | Parti | Principale fonction                                                                        |
| -- | --------- | ------------------- | ----- | ------------------------------------------------------------------------------------------ |
| 01 |           | Yves Josse          | LREM  | Maire de Beignon                                                                           |
| 02 |           | Laurence Le Duvéhat | LREM  | Maire de Saint-Pierre-Quiberon                                                             |
| 03 |           | Pierre Pouliquen    | LREM  | Conseiller municipal du Faouët, vice-président du conseil régional                         |
| 04 |           | Denise Guillaume    | LR    | Ancienne conseillère générale                                                              |
| 05 |           | François Bellégo    | LREM  | Conseiller municipal de Vannes, vice-président de Golfe du Morbihan - Vannes Agglomération |

Après le retrait de Jean-Pierre Le Roch, initialement désigné, La République en Marche ! a proposé à Nathalie Le Magueresse de conduire la liste. Après son refus, La République en Marche ! s'est tournée vers Yves Josse.

### « Pour un Morbihan équilibré »
| N° | Candidats | Candidats       | Parti | Principale fonction                                    |
| -- | --------- | --------------- | ----- | ------------------------------------------------------ |
| 01 |           | Bernard Huet    | DVD   | Retraité, ancien adjoint au maire des Clayes-sous-Bois |
| 02 |           | Micheline Meyer | DVD   | Retraitée banque                                       |
| 03 |           | Camille Leconte | DLF   | Cadre BTP. Ancien conseiller municipal                 |
| 04 |           | Bénédicte Bres  | DVD   | Navigatrice. Sarzeau                                   |
| 05 |           | Sylvain Baumlin | LR    | Cadre commercial                                       |

### «Morbihan en transition»
| N° | Candidats | Candidats       | Parti | Principale fonction                                                                                       |
| -- | --------- | --------------- | ----- | --- |
| 01 |           | Joël Labbé      | DVG   | Sénateur sortant                                                                                          |
| 02 |           | Gisèle Guilbart | DVG   | Maire de Quistinic, conseillère déléguée de Lorient Agglomération chargée des sociétés d'économies mixtes |
| 03 |           | Marc Ropers     | DVG   | Maire de Cléguérec, vice-président de Pontivy Communauté chargé de l'action sociale et de l'habitat       |
| 04 |           | Florence Prunet | DVG   | Maire déléguée de Val d'Oust, Conseillère départementale du canton de Moréac                              |
| 05 |           | Luc Foucault    | DVG   | Maire de Séné, 1er vice-président du Parc naturel Régional du golfe du Morbihan                           |

Joël Labbé mène une liste de rassemblement de la gauche politique, citoyenne et écologiste, de promotion et de défense des territoires intitulée « Morbihan en transition ».

## Résultats
| Tête de liste                                                            | Tête de liste            | Liste                                | Voix  | %     | Sièges |
| ------------------------------------------------------------------------ | ------------------------ | ------------------------------------ | ----- | ----- | ------ |
|                                                                          | Joël Labbé               | Divers gauche                        | 460   | 25,10 | 1      |
| Morbihan en transition                                                   |                          |                                      | 460   | 25,10 | 1      |
|                                                                          | Muriel Jourda            | Les Républicains (UDI)               | 323   | 17,62 | 1      |
| Liste d'union de la droite et du centre                                  |                          |                                      | 323   | 17,62 | 1      |
|                                                                          | Jacques Le Nay           | Union des démocrates et indépendants | 293   | 15,98 | 1      |
| Au service des villes et territoires du Morbihan                         |                          |                                      | 293   | 15,98 | 1      |
|                                                                          | Philippe Le Ray          | Divers droite (LR)                   | 271   | 14,78 | 0      |
| Pour un Morbihan rassemblé et en mouvement                               |                          |                                      | 271   | 14,78 | 0      |
|                                                                          | Nathalie Le Magueresse   | Divers gauche (LREM - MoDem - PS)    | 191   | 10,42 | 0      |
| Ensemble pour nos territoires                                            |                          |                                      | 191   | 10,42 | 0      |
|                                                                          | Yves Josse               | La République en marche (LR)         | 156   | 8,51  | 0      |
| Morbihan en marche                                                       |                          |                                      | 156   | 8,51  | 0      |
|                                                                          | Christian Derrien        | Divers gauche (MBP - PCF)            | 49    | 2,67  | 0      |
| Résister et agir pour sauver nos communes                                |                          |                                      | 49    | 2,67  | 0      |
| Frédéric Le Gars                                                         | Divers gauche (PS)       | 32                                   | 1,75  | 0     |        |
| Le sens des autres                                                       |                          | 32                                   | 1,75  | 0     |        |
|                                                                          | Gautier Coton            | Divers                               | 26    | 1,42  | 0      |
| Tous au Sénat ! Morbihan, bon sens et innovations                        |                          |                                      | 26    | 1,42  | 0      |
|                                                                          | Bertrand Iragne          | Front national                       | 26    | 1,42  | 0      |
| Liste bleu marine pour la défense de nos communes et de nos départements |                          |                                      | 26    | 1,42  | 0      |
|                                                                          | Bernard Huet             | Divers droite (DLF - LR)             | 6     | 0,33  | 0      |
| Pour un Morbihan équilibré                                               |                          |                                      | 6     | 0,33  | 0      |
|                                                                          |                          |                                      |       |       |        |
| Suffrages exprimés                                                       | Suffrages exprimés       | Suffrages exprimés                   | 1 833 | 98,76 |        |
| Votes blancs                                                             | Votes blancs             | Votes blancs                         | 14    | 0,75  |        |
| Votes nuls                                                               | Votes nuls               | Votes nuls                           | 9     | 0,48  |        |
| Total                                                                    | Total                    | Total                                | 1 856 | 100   | 3      |
| Abstention                                                               | Abstention               | Abstention                           | 7     | 0,38  |        |
| Inscrits / participation                                                 | Inscrits / participation | Inscrits / participation             | 1 863 | 99,62 |        |